# Порто-Венере
Порто-Венере (італ. Porto Venere, ліг. Pòrtivene) — муніципалітет в Італії, у регіоні Лігурія,  провінція Спеція.
Порто-Венере розташоване на відстані близько 330 км на північний захід від Рима, 85 км на південний схід від Генуї, 6 км на південь від Спеції.
Населення — 3677 осіб (2014).
Щорічний фестиваль відбувається 17 серпня. Покровитель — Madonna Bianca.

## Демографія
Населення за роками:

Станом на 1 січня 2023 року в муніципалітеті офіційно проживало 126 іноземців з 27 країн, серед них 38 громадян країн Євросоюзу та 8 громадян України.

## Сусідні муніципалітети
- Ла-Спеція